# Magnesiumformiat
Magnesiumformiat ist eine chemische Verbindung des Magnesiums aus der Gruppe der Ameisensäuresalze.

## Vorkommen
Magnesiumformiat kommt natürlich in Form des Minerals Dashkovait vor.

## Gewinnung und Darstellung
Magnesiumformiat kann durch Reaktion von Magnesium oder Magnesiumoxid mit Ameisensäure gewonnen werden.
{\displaystyle \mathrm {Mg+2\ HCOOH\longrightarrow C_{2}H_{2}MgO_{4}+H_{2}} }

## Eigenschaften
Magnesiumformiat ist ein farbloser Feststoff, der löslich in Wasser ist. Die Verbindung besitzt eine monokline Kristallstruktur mit der Raumgruppe P21/c (Raumgruppen-Nr. 14).

## Verwendung
Magnesiumformiat kann für organische Synthesen verwendet werden.